# Qingliang Wenyi
Qingliang Wenyi (Chinees: 清涼文益), ook bekend als Fayan Wenyi (Chinees: 法眼文益, Japans: Hōgen Mon'eki) (885 - 958) was een Chinese Boeddhistische monnik in China tijdens de periode van Vijf Dynastieën en Tien Koninkrijken. Hij wordt gezien als de oprichter van de Fayan school binnen het Chan Boeddhisme.

## Biografie
Wenyi werd geboren in Yuhang. Zijn seculiere achternaam was Lu. Op zesjarige leeftijd werd hij monnik bij Quanwei Chanbo in het klooster Xinding Zhitongyuan. In het klooster Kaiyuansi in Yuezhou kreeg hij de voorschriften. Na bezoek aan Chan Meester Changqing Huiling (854 - 932) vestigde hij zich in het klooster Dizangyuan in Fuzhou op de berg Shi (in de huidige provincie Fujian) waar hij leerling werd van Luohan Guichen (867 - 928). Ontevreden met zijn vorderingen vertrok hij naar Linchuan (huidige provincie Jiangxi) waar hij uitgenodigd was abt te worden van het klooster Chongshouyuan. Volgens de legende zou hij op deze tocht een groot inzicht verwerven.

Op uitnodiging van een lokale heerser Li Ching (916 - 961) werd hij abt van het klooster Bao'ensi in Jinling (toenmalige provincie Nan Tang, het huidige Jiangsu). Hij kreeg daar de naam Chan Meester Jinhui (Zuivere wijsheid). Later verhuisde hij naar het klooster Qingliangyuan in Shengzhou waar hij bekend stond om zijn veelzijdigheid en psychologische inzichten. In tegenstelling tot andere meesters paste hij geen Banghe (Japans: bokatsu) toe waarbij leerlingen stokslagen kregen. Zijn stijl werd gekarakteriseerd als pure Zen, waarbij vragen of opmerkingen aan de leerlingen zonder toelichting veelvuldig werden herhaald.
"Wat zou men moeten doen gedurende de twaalf uur van de dag of nacht?" - "Elke stap zou een antwoord moeten zijn op deze vraag"
Na zijn overlijden werd voor hem een pagode opgericht in Danyang en kreeg hij de naam Chan Meester Dafayan (Het Grote oog van de Dharma).

## Werk
De school van Fayan valt onder de Vijf Huizen van Zen, een titel die Wenyi zelf introduceerde in zijn werk "Verhandeling over de tien regels van traditie" (Chinees: Zongmen Shigui Lun, 宗門十規論, Japans: Shŭmon jikki-ron).